# Zalău
Zalău (Hongaars: Zilah, Duits: Waltenberg) is de hoofdstad van het district Sălaj in het noordwesten van Roemenië. In 2004 werd geschat op een populatie van 62.700 inw.

## Ligging
Zalău, een Zevenburgse stad, ligt aan de Zalău rivier(tje) en wordt omringd heuvels van het Meseșgebergte. Het is de grootste stad van Sălaj. In de toekomst zal langs Zalău de Autostrada Transilvania of A3 lopen, die de stad zal linken met Hongarije en Boekarest.

## Geschiedenis
Voor het Verdrag van Trianon, was Zalău een van de belangrijkste steden in de regio. Zalău had een gereformeerde hogeschool (Wesselényi), een jongensschool, een nationale meisjesschool en het grootste ziekenhuis van de regio. Ook kun je er een Miklós Wesselényi-standbeeld vinden, het Tuhutum-monument (beide gemaakt door János Fadrusz in 1902), een museum etc.
De Hongaarse Gereformeerde Kerk van Zalău werd gebouwd in 1246 en is daarom een van de oudste gebouwen van Zalău. In 1711 overnachtte Karel VII van Zweden in de Király-weg (nu Strada 22 Decembrie 1989). Sinds 1598 maakte Zalău deel uit van het historische vorstendom Transsylvanië. In 1867 werd de stad onderdeel van het Hongaarse deel van Oostenrijk-Hongarije. In 1920 werd de gehele regio Transsylvanië aan Roemenië toebedeeld.

## Bevolking
In 1850 woonden er 4294 mensen. In het begin begon dit erg traag te groeien tot het in 1910 de 8062 inwoners bereikte. Hiervan waren er 7477 Hongaar, 529 Roemeen, 19 Duitser en 23 van een overig nationaliteit. 1333 inwoners waren rooms-katholiek, 5363 waren Gereformeerd, 873 waren Grieks-katholiek, 415 waren Jood. In Zalău waren er toen 1427 huizen. De meeste inwoners werkten in fabrieken.
Tot ongeveer 1960 waren de Hongaren in de meerderheid in Zalau. Daarna groeit de stad snel door de komst van veel Roemenen. Inmiddels zijn de Hongaren een minderheid in de stad (2011 circa 16% van de bevolking).
1910:
Hongaren: 92,8%
Roemenen: 6,6%
Overig: 1,2%
1992:
Hongaren: 20,1%
Roemenen: 78,8%
Overig: 1,1%
In 2002 had Zalău 70.015 inwoners en een bevolkingsdichtheid van 777 inw/km².

### Hongaarse gemeenschap
De Hongaarse gemeenschap drukt tot de dag van vandaag een stempel op de stad. De kerken en scholen van de Hongaren zijn onderdeel van het straatbeeld. Verder is de Hongaarse partij met drie zetels vertegenwoordigd in de gemeenteraad van Zilah en verschijnt er een Hongaarstalig weekblad in de stad.

## Galerij

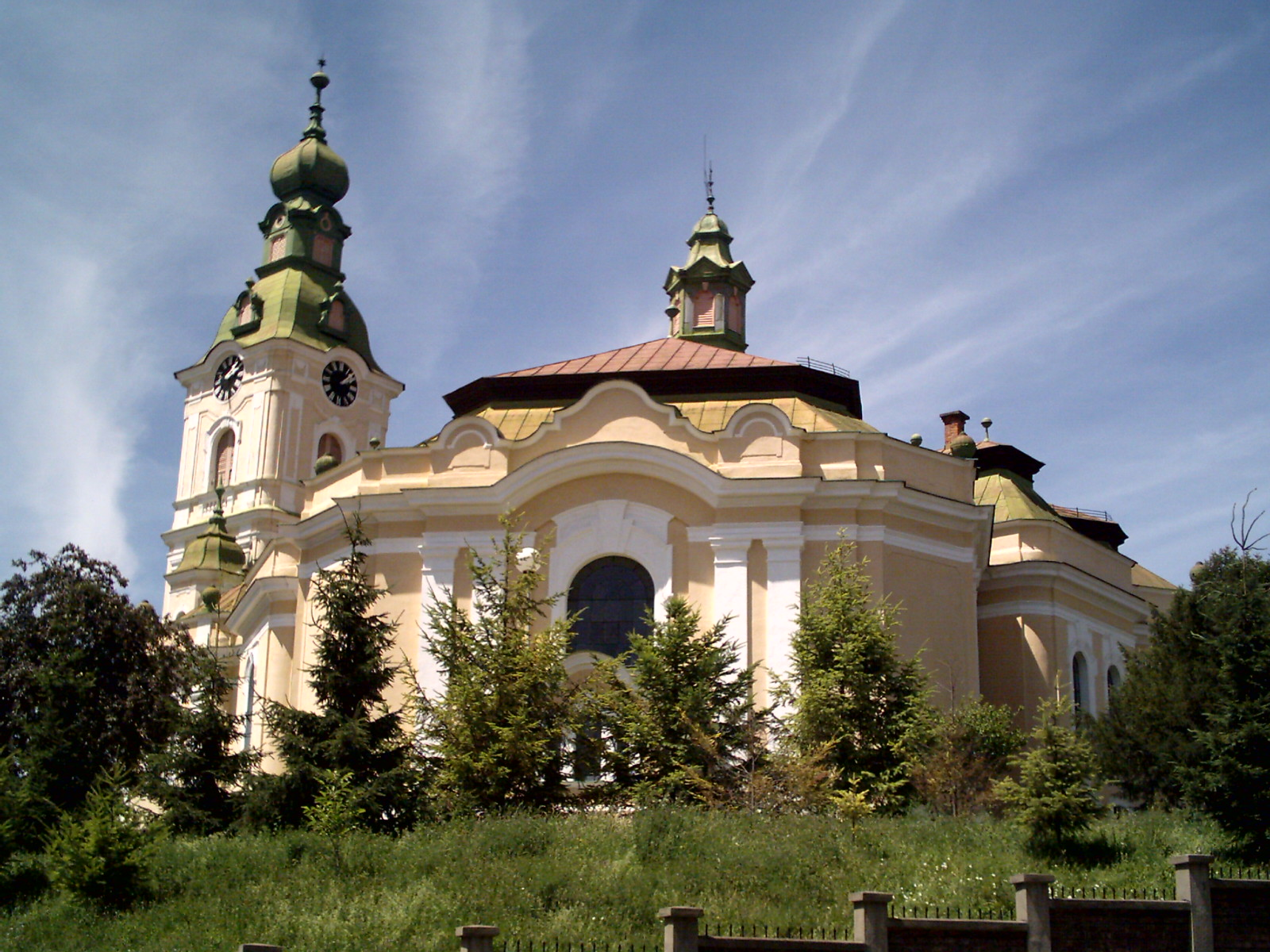
Hongaars Gereformeerde kerk
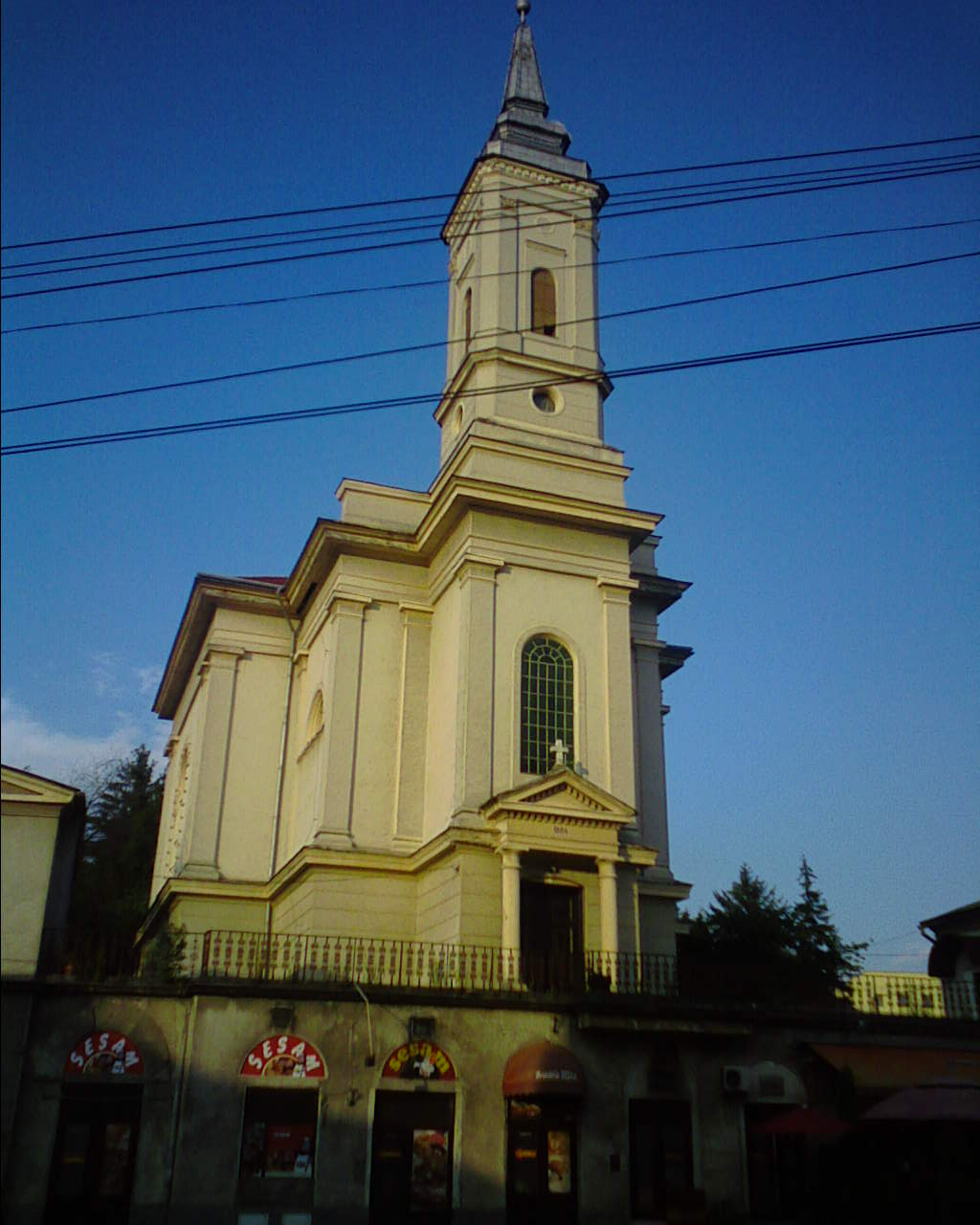
Rooms Katholieke kerk
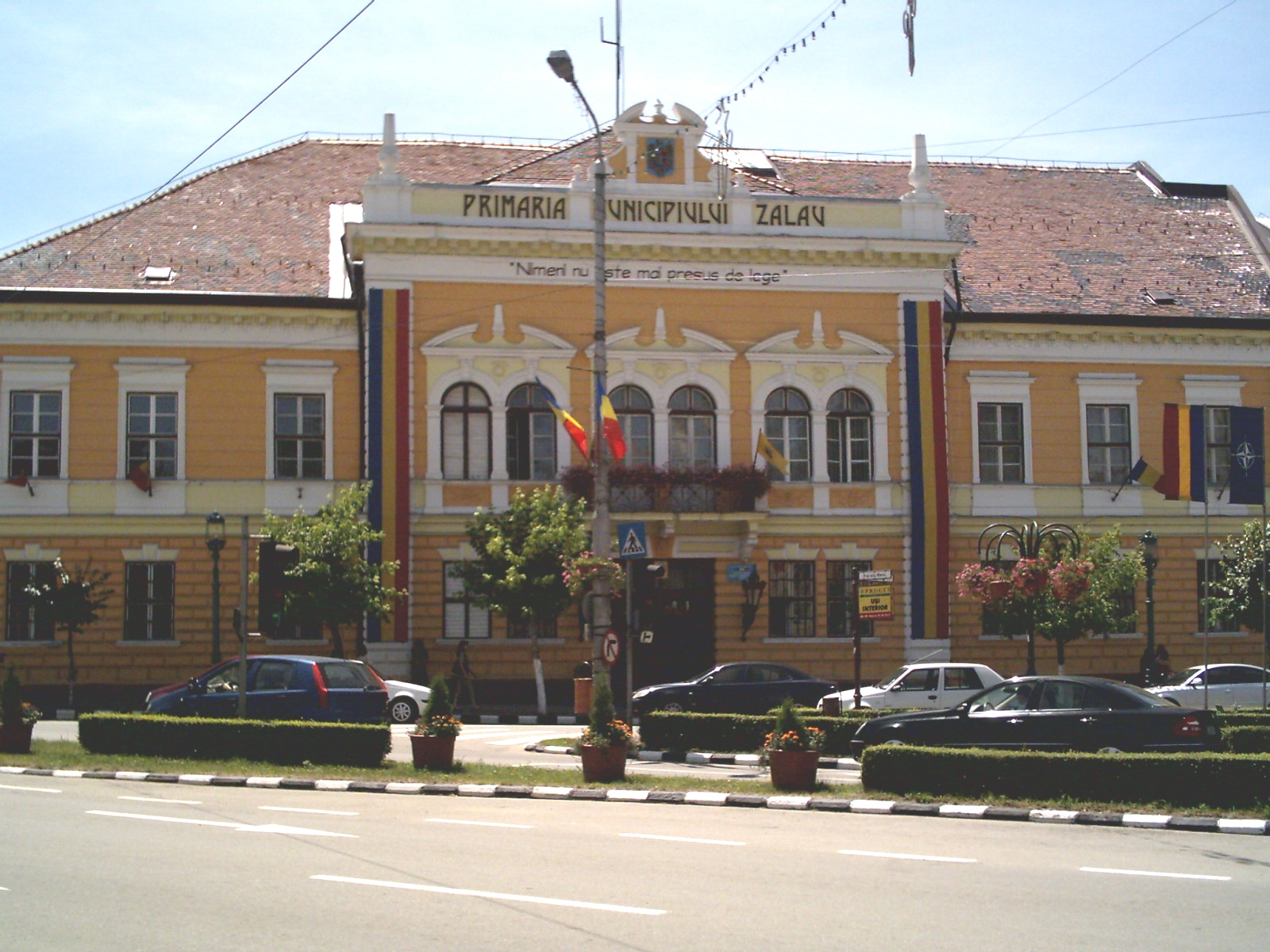
Stadhuis
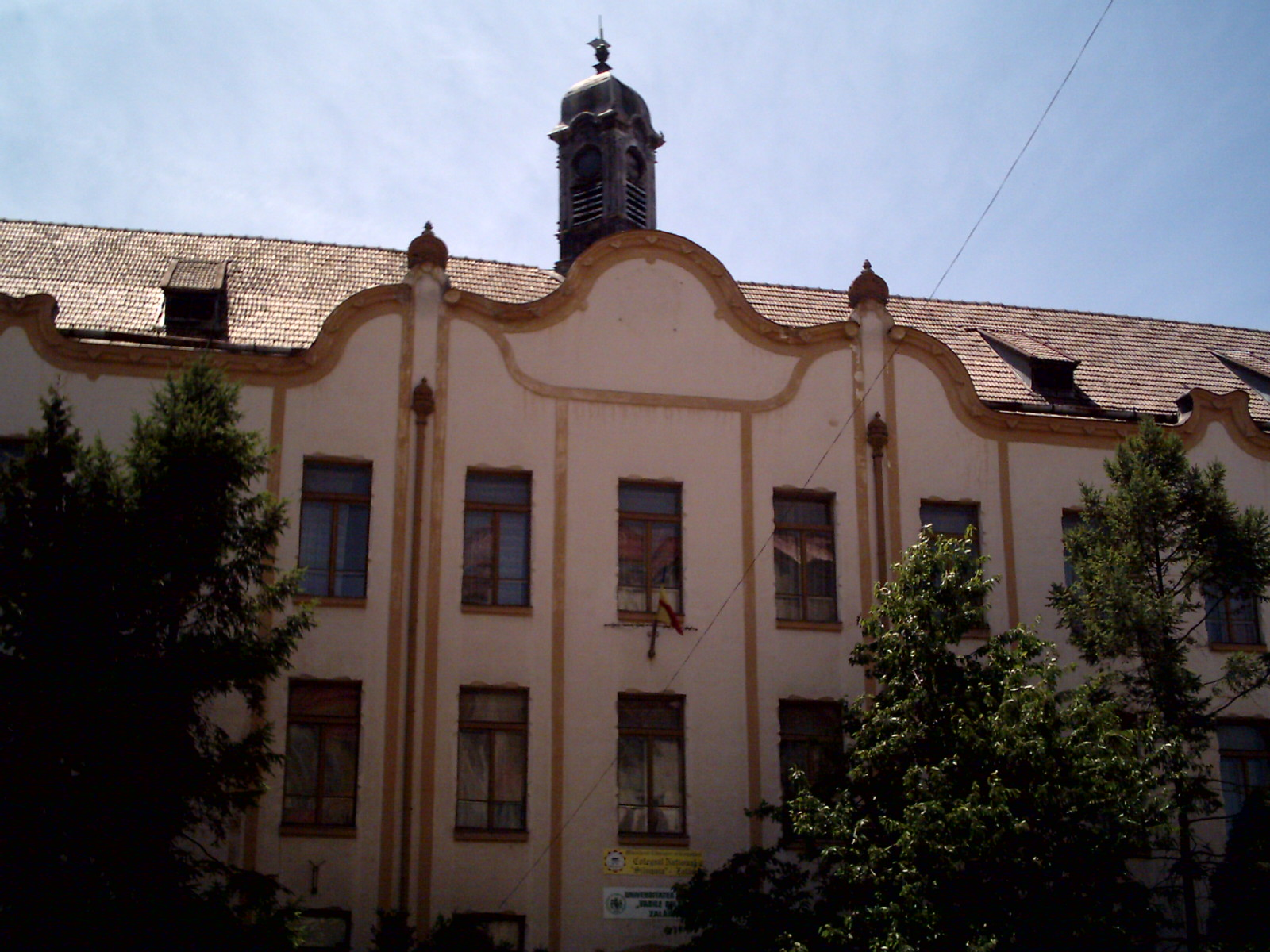
Silvania Gymnasium
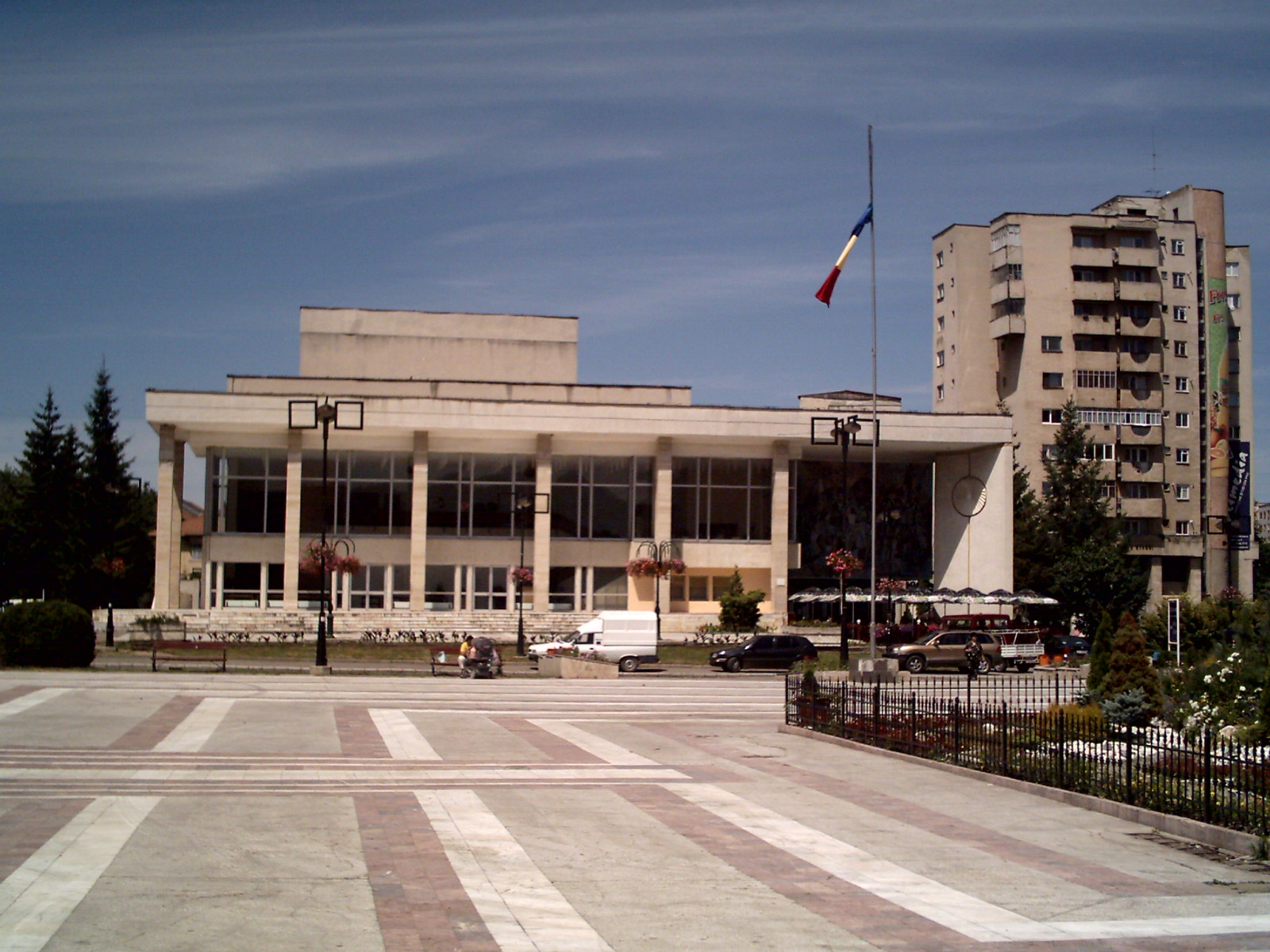
Hoofdplein
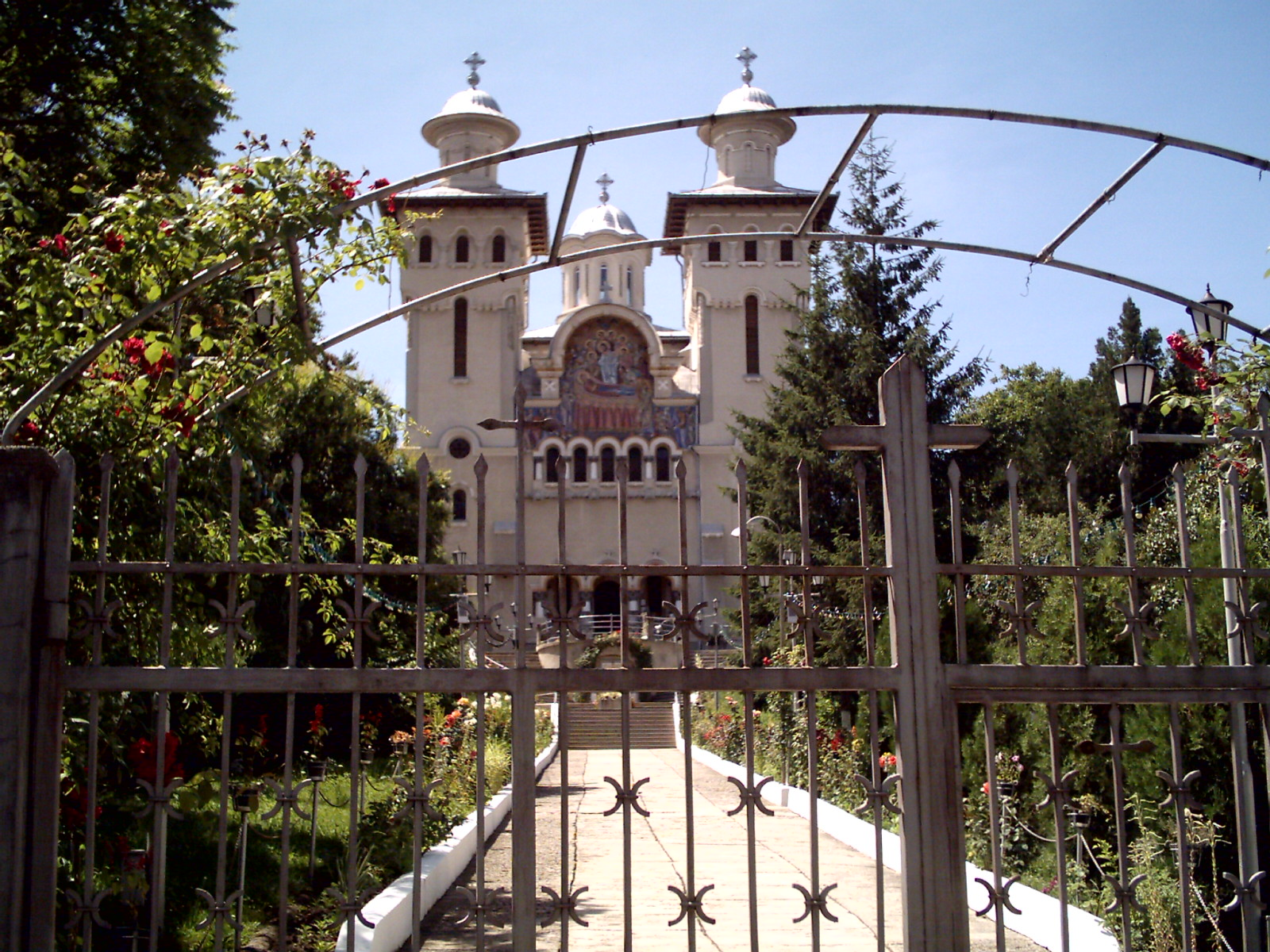
Roemeens Orthodoxe kerk
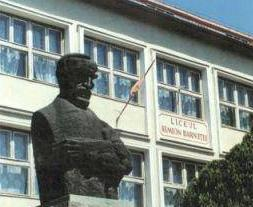
Buste van Simion Bărnuțiu voor het naar hem genoemde Lyceum

## Geboren
- Dacian Cioloş (27 juli 1969), politicus
- Cristina Casandra (1 februari 1977), atlete
- Florian Van Acker (28 februari 1997), Belgisch tafeltennisser